# Polyrhabdina sabellae
Polyrhabdina sabellae is een soort in de taxonomische indeling van de Myzozoa, een stam van microscopische parasitaire dieren. Het organisme komt uit het geslacht Polyrhabdina en behoort tot de familie Lecudinidae. Polyrhabdina sabellae werd in 1863 ontdekt door Lankester.